# Giáo hoàng Lêô VII
Lêô VII (Latinh: Leo VII) là vị giáo hoàng thứ 126 của Giáo hội Công giáo.
Theo niên giám tòa thánh năm 1806 thì ông đắc cử Giáo hoàng năm 936 và ở ngôi Giáo hoàng trong 3 năm 6 tháng 10 ngày. Niên giám tòa thánh năm 2003 xác định triều đại của ông bắt đầu từ ngày 3 tháng 1 năm 936 cho tới ngày 13 tháng 7 năm 939.
Giáo hoàng Leo VII sinh tại Rôma. Ông cải cách và tổ chức lại đời sống đan tu và xây dựng đan viện cổ gần Đền thờ Thánh Phaolô ngoại thành.
Leo VII là một tu sĩ dòng Benedictine nên ngài quan tâm đặc biệt đến việc cải tổ các dòng tu. Ông đã giúp cho việc cải cách của dòng Cluny được dễ dàng và làm rất nhiều việc trong đó ngài cho xây lại tu viện Thánh Phaolô fuori le mura.
Leo VII viết thư cho các Giám mục Pháp và Đức, ra lệnh kết án các phù thủy và các nhà tướng số.
Leo VII đạt được hiệp định với Alberic II rằng Alberic nắm quyền dân sự còn Đức Giáo hoàng nắm quyền tôn giáo.
Sau một nhiệm kỳ dài ba năm, ông đã được mai táng trong vương cung thánh đường thánh Phê-rô xưa cùng một chỗ với thánh đường hiện nay.